# Even Northug
Even Northug (Mosvik, 26 settembre 1995) è un fondista norvegese.

## Biografia
Fratello di Petter e Tomas, a loro volta fondisti di alto livello, e attivo dal dicembre del 2011, in Coppa del Mondo ha esordito l'11 marzo 2015 a Drammen in sprint (47º) ed ha ottenuto la prima vittoria, nonché primo podio, il 19 dicembre 2021 a Dresda in una sprint a squadre; ai Mondiali di Planica 2023, sua prima presenza iridata, si è classificato 7º nella sprint e a quelli di Trondheim 2025 è stato 10º nella sprint. Non ha preso parte a rassegne olimpiche.

## Palmarès

### Coppa del Mondo
- Miglior piazzamento in classifica generale: 17º nel 2023
- 11 podi (7 individuali, 4 a squadre)
  - 3 vittorie (a squadre)
  - 3 secondi posti (2 individuali, 1 a squadre)
  - 5 terzi posti (individuali)

#### Coppa del Mondo - vittorie
| Data             | Località | Nazione   | Spec.                              |
| ---------------- | -------- | --------- | ---------------------------------- |
| 19 dicembre 2021 | Dresda   | Germania  | TS TL (con Thomas Helland Larsen)  |
| 31 gennaio 2025  | Cogne    | Italia    | TS TC (con Erik Valnes)            |
| 22 marzo 2025    | Lahti    | Finlandia | TS TL (con Johannes Høsflot Klæbo) |

Legenda:

TS = sprint a squadre

TC = tecnica classica

TL = tecnica libera

#### Coppa del Mondo - competizioni intermedie
- 1 podio di tappa:
  - 1 secondo posto